# Taiwanese presidentsverkiezingen 2008
De Taiwanese presidentsverkiezingen 2008, officieel de presidents- en vicepresidentsverkiezingen in de Republiek China genoemd, werden op 22 maart 2008 gehouden op Taiwan.
De Taiwanese oppositie onder leiding van Ma Ying-jeou van de Kwomintang (KMT) kreeg de steun van 58 procent van de kiezers, tegenover 42 procent voor Frank Hsieh van de regerende Democratische Progressieve Partij (DPP). De verkiezingen gingen vooral over economische groei en de relaties met het Chinese vasteland. Zaken zoals de nationale identiteit en de politieke status van Taiwan speelde deze keer een minder belangrijke rol.

## Relatie met het Chinese vasteland
- De KMT staat open voor uiteindelijke hereniging van Taiwan met het vasteland van China dat wordt bestuurd door Peking, het aanhalen van economische relaties met Peking en het verbod op investeringen daar matigen en reizen naar het Chinese vasteland vergemakkelijken.
- De DPP vindt de economische relaties met Peking minder belangrijk. De partij streeft naar formele onafhankelijkheid van Taiwan.

## Onafhankelijkheid
Die onafhankelijkheid bestaat feitelijk al, maar geen enkel Taiwanees bestuur heeft het tot dusver aangedurfd of gewild de onafhankelijkheid ook uit te roepen. Dat zou voor Peking een regelrechte oorlogsverklaring zijn. De communistische regering ziet het eiland als een ondeelbaar onderdeel van China en heeft gewapend ingrijpen nooit uitgesloten om hereniging te bewerkstelligen.

## Aanloop
Voor de presidentsverkiezingen van Taiwan zijn alleen inwoners van de Republiek China (Taiwan) gerechtigd om te stemmen. Deze inwoners moeten wonen in het "vrije deel" van China, daarmee wordt bedoeld het eiland Taiwan met de Pescadores en verder Kinmen en de Matsu-archipel. De zeventien miljoen kiesgerechtigden konden een opvolger kiezen voor president Chen Shui-bian, wiens beleid de afgelopen acht jaar meerdere keren leidde tot spanningen met de Volksrepublikeinse regering in Peking. De opkomst was hoog, met meer dan 80 procent van de kiezers.
De DPP hoopte de dagen voorafgaand aan de verkiezingen nog munt te kunnen slaan uit de recente opstanden in Tibet. Maar weinigen leken zich daar iets van aan te trekken. Tijdens parlementsverkiezingen eerder dit jaar versloeg de KMT de DPP ook al ruim, waardoor de partij de macht op het eiland nu stevig in handen heeft.

## Korte geschiedenis
De Kwomintang, of de Chinese Nationalistische Partij, was eens de aartsvijand van de Chinese Communistische Partij (CCP) die in 1949 de Volksrepubliek China stichtte op het vasteland. De Kwomintang regeerde in het begin van de vorige eeuw over het grootste deel van China, maar werd in de loop van het einde van de jaren 40 door de communisten verdreven. Leider Chiang Kai-shek vluchtte in 1949 naar Taiwan waar de KMT decennialang alle macht in handen had. In de jaren 80 ontwikkelde het economisch succesvolle Taiwan zich tot een democratie waar geen dictator (Chiang) meer aan de macht was.

## Uitslag
| Partij                        | Partij                        | Partij                                       | Kandidaat                     | Kandidaat                     | Kandidaat                     | Kandidaat                     | Stemmen    | %      | Gekozen |
| Partij                        | Partij                        | Partij                                       | President                     | President                     | Vicepresident                 | Vicepresident                 | Stemmen    | %      | Gekozen |
| ----------------------------- | ----------------------------- | -------------------------------------------- | ----------------------------- | ----------------------------- | ----------------------------- | ----------------------------- | ---------- | ------ | ------- |
|                               |                               | Democratische Progressieve Partij 民主進步黨 |                               | Frank Hsieh 謝長廷            |                               | Su Tseng-chang 蘇貞昌         | 5.445.239  | 41,55% |         |
|                               |                               | Kwomintang 中國國民黨                        |                               | Ma Ying-jeou 馬英九           |                               | Vincent Siew 蕭萬長           | 7.658.724  | 58,45% |         |
| Totaal aantal geldige stemmen | Totaal aantal geldige stemmen | Totaal aantal geldige stemmen                | Totaal aantal geldige stemmen | Totaal aantal geldige stemmen | Totaal aantal geldige stemmen | Totaal aantal geldige stemmen | 13.103.963 | 100%   |         |
| Ongeldige stemmen             | Ongeldige stemmen             | Ongeldige stemmen                            | Ongeldige stemmen             | Ongeldige stemmen             | Ongeldige stemmen             | Ongeldige stemmen             | 117.646    |        |         |
| Stemgerechtigden & Opkomst    | Stemgerechtigden & Opkomst    | Stemgerechtigden & Opkomst                   | Stemgerechtigden & Opkomst    | Stemgerechtigden & Opkomst    | Stemgerechtigden & Opkomst    | Stemgerechtigden & Opkomst    | 17.321.622 | 76,33% |         |